# Jackie Jackson
Sigmund Esco „Jackie“ Jackson (* 4. května 1951, Gary, Indiana, USA) je americký zpěvák a skladatel, nejvíce známý jako člen skupiny The Jackson 5. Je také starším bratrem Michaela Jacksona.